# Ezra Sued
Ezra Sued (Buenos Aires, 7 giugno 1923 – Buenos Aires, 21 agosto 2011) è stato un calciatore argentino nel ruolo di attaccante..

## Caratteristiche tecniche
Era un'ala sinistra rapida, precisa ed efficace. Affetto da miopia giocava con le lenti a contatto ed era detto El Turco.

### Carriera
Crebbe nelle giovanili del Racing Club dove debuttò nel 1943 e in cui giocò tutta la carriera. Fece parte della storica squadra che per prima ha vinto tre campionati di fila negli anni 1949, 1950 e 1951. Nel 1954 emigrò in Israele.

#### Nazionale
Sued vestì la maglia albiceleste 6 volte con la vittoria di due Coppe America consecutive dal 1946 al 1947.

## Palmarès

### Club

#### Competizioni nazionali
- Campionato argentino: 3

Racing Club: 1949, 1950, 1951

### Nazionale
- Coppa America: 2

1946, 1947